# Arthur Golden
Arthur Golden (født 6. Juni, 1956 i Chattanooga, Tennessee, USA ) er en amerikansk forfatter. Han er forfatteren til romanen "Mit liv som Geisha" (1997), som skildrer en Geishas liv i Japan.